# Bandeira da Flórida

A bandeira da Flórida

A bandeira da Flórida (ou da Florida) consiste em um sautor vermelho (cruzamento diagonal) em um fundo branco, com o selo da Flórida sobreposto no centro. O desenho foi aprovado em um referendo popular, em 1900. O desenho da bandeira é usado desde 1985, depois o selo do estado foi modificado e oficialmente sancionado para uso dos oficiais do estado. O fundo da bandeira vem da sua história espanhola, a partir da Cruz de Borgonha.